# Every Morning
Every Morning är en singel av Basshunter från hans album Bass Generation från 2008.

## Låtlista
- Digital nedladdning (21 september 2009)[1]

1. "Every Morning" (Radio Edit) – 3:18
2. "Every Morning" (Payami Remix) – 6:04
3. "Every Morning" (Extended Version) – 4:28
4. "Every Morning" (Michael Mind Remix) – 5:10
5. "Every Morning" (Headhunters Extended) – 5:21
6. "Every Morning" (Rain Dropz! Remix) – 4:52
7. "Every Morning" (Hot Pink DeLorean Remix) – 7:01

## Listplaceringar
| Lista (2009)   | Högsta position |
| -------------- | --------------- |
| Sverige        | 13              |
| Nya Zeeland    | 17              |
| Irland         | 17              |
| Storbritannien | 17              |
| Tyskland       | 76              |
| Europa         | 49              |

## Certifikat
| Land                 | Certifikat | Certifierat antal/Försäljning |
| -------------------- | ---------- | ----------------------------- |
| Storbritannien (BPI) | —          | 12 876                        |